# Veranda (album)
Veranda è il primo album discografico della cantautrice folk-rock statunitense Christine Lakeland, pubblicato dall'etichetta discografica Comet Records nel 1984.

## Tracce
Lato A
Testi e musiche di Christine Lakeland.
1. Veranda – 3:14
2. Hard in Love – 2:11
3. Piece of Guess I Lose – 2:23
4. Movin' Blues – 3:49

Lato B
Testi e musiche di Christine Lakeland, eccetto dove indicato..
1. Let Me Give It to You – 2:36
2. Mr. Completely – 3:03
3. Roll with It – 4:00
4. Rhapsody in Blue – 2:35 (George Gershwin)

## Formazione
- Christine Lakeland - voce, basso, tastiera, chitarra acustica, organo Hammond, shaker, armonica, chitarra elettrica
- Robin Horn - batteria
- Globe Hansen - congas
- J.J. Cale - chitarra elettrica
- Billy Cox - basso
- Kenny Buttrey - batteria
- Red Young - pianoforte
- Steve Ripley - chitarra elettrica
- Tim Drummond - basso
- Jim Keltner - batteria
- Bennett Salvay - sintetizzatore
- Fred Tackett - chitarra elettrica
- Wolfgang Melz - basso
- Spooner Oldham - organo Hammond

Note aggiuntive
- Christine Lakeland - produttore (brani: A1, A2, A3, A4, B1, B2, B3 e B4)
- J.J: Cale - produttore (brani: A4 e B2)
- Henry Lewy - produttore (brani: A2 e B1)
- Registrazioni effettuete al:
* The Alley Annex, North Hollywood, CA da J.J. Cale
*Alpha Studio, North Hollywood, CA da Paul Brown
*Bijou Studio, Hollywood, CA da Jimmi Mayweather
*Columbia B, Nashville, TN
*Devonshire Studio, North Hollywood, CA da Jerry Hall
*Orca Studio, Encino, CA da Steve Ripley
*Piece in the Valley, Arleta, CA da Jerry Hall
*Warner Bros., North Hollywood, CA da Paul Brown
- Tom Kemp - grafica copertina album